# UIML
UIML (англ. User Interface Markup Language) — это дочерний язык XML, который служит для описания пользовательского интерфейса приложений. В настоящее время написание приложений на этом языке реализовано в Microsoft Visual Studio в виде XAML для создания WPF приложений. UIML — абстрактный язык. На сегодня, UIML стандартизован OASIS. Теоретически, UIML разрабатывался для разработки кросс-платформенных (Win, PDA и т. п.) приложений. Но на практике перевод приложений с одной платформы на другую связан с трудностями.
Вот пример кода (этот код отобразит кнопку в окне):
```
<Window
 
x:Class=
"Window1"
 
Title=
"Window1"
 
Height=
"322"
 
Width=
"747"
>

    
<Button
 
Name=
"Button1"
 
Width=
"225"
 
Height=
"34"
>
Кнопка
</Button>

</Window>

```